# Pseuderimerus luteolus
Pseuderimerus luteolus is een vliesvleugelig insect uit de familie Torymidae. De wetenschappelijke naam is voor het eerst geldig gepubliceerd in 1990 door Zerova & Seregina.